# Il Volo
Il Volo (română Zborul) este o formație italiană de classical crossover formată din tenorii Piero Barone și Ignazio Boschetto și baritonul Gianluca Ginoble. Formația a câștigat Festivalul de Muzică de la Sanremo 2015, și a reprezentat Italia la Concursul Muzical Eurovision 2015 din Viena, Austria, unde a obținut locul al treilea și Premiul Marcel Bezenço, acordat de reprezentanți ai presei.

## History

### Începutul (2009–2010)
În 2009, Piero Barone, Ignazio Boschetto și Gianluca Ginoble s-au aflat printre tinerii care au luat parte la competiția muzicală televizată Ti lascio una canzone din Italia, ținută la Teatro Ariston din Sanremo și difuzată de Rai 1. În timpul primelor episoade, ei au interpretat mai multe cântece ca artiști solo. Printre altele, interpretarea lui Gianluca Ginoble a piesei „Il mare calmo della sera” a lui Andrea Bocelli a fost câștigătoarea primului episod, reușind să obțină prima poziție și în finala care a avut loc la 2 mai 2009. 
Regizorului și creatorului acestui șhow, Roberto Cenci, i-a venit ideea de a-i aduna într-o formație cu scopul de a crea un trio similar Celor Trei Tenori  (Plácido Domingo, José Carreras și Luciano Pavarotti). Cei trei au interpretat pentru prima dată o melodie împreună în timpul celui de-al patrulea episod al emisiunii, cântând clasica melodie napolitană „'O sole mio”.
În timp ce era la Los Angeles, cauntatorul și producătorul italian de muzică Tony Renis a urmărit interpretarea lor prin Rai International. Fiind impresionat de cei trei, a decis să-l sune pe Cenci pentru a se întâlni cu ei. Din cauză că aveau sub 18 ani, Cenci a discutat cu familiile cântăreților, reușind să-i convingă să aibă încredere în propunerea lui Renis de a lucra cu ei.
Mulțumită avocatului Peter Lopez, Renis s-a întâlnit cu Jimmy Iovine și Ron Fair de la Geffen Records, care le-a oferit un contract de înregistrări, care a făcut ca formația să fie prima din Italia care a semnat direct cu o casă de discuri americană. Producătorul Michele Torpedine a început să lucreze cu ei ca impresar.
Inițial, grupul s-a numit „I Tre Tenorini”, denumire schimbată ulterior în „The Tryo”. Cu acet nume, formația a participat în 2010 la înregistrarea caritabilă „We Are the World 25 for Haiti”, inspirată din hitul „We Are the World” din 1985.
În luna februarie a aceluiași an, ei au mai interpretat cântecele „Granada” și „Un amore così grande” pentru Regina Rania a Iordanului în timpul Festivalului Muzical de la Sanremo din 2010. La sfârșitul anului 2010, formația și-a schimbat numele în „Il Volo” (română Zborul).

### Il Volo(2010–2012)
În 2010, Il Volo a început să lucreze la primul album de studio, înregistrat la Studiourile Abbey Road din Londra, produs de Tony Renis și Humberto Gatica. 
Intitulat mai simplu ca Il Volo, albumul este compus în principal din coveruri după cântece italiene și internaționale, precum  „Il mondo”, „Un amore così grande”, „'O sole mio”, „El reloj” și „Smile” al lui Charlie Chaplin, dar și cântece originale compuse de Diane Warren și Walter Afanasieff.
Lansat în Italia la 30 noiembrie 2010, a ajuns pe locul al șaselea în Clasamentul Albumelor Italiene, primind un disc de platină din partea Federației Industriei Muzicii Italiene.
Varianta internațională a albumui a fost lansată în Statele Unite de către Geffen Records la data de 12 aprilie 2011, fiind promovată printr-o interpretare care a avut loc în timpul finalei American Idol' din al zecelea sezon, precum și prin apariții la 
The Tonight Show, Good Morning America, The Ellen DeGeneres Show și The Early Show.
 Single-ul principal de pe albumul lansat în Statele Unite a fost „'O sole mio”.
În prima sa săptămână, Il Volo a ajuns pe locul al zecelea în Billboard 200 și a ajuns pe primul loc în clasamentul albumelor de muzică clasică cu vânzări de 23.000 de exemplare. Albumul a intrat și în top zece albume din alte țări, printre care Belgia, Franța, Germania, Noua Zeelandă și Olanda, ajungând pe prima poziție în Ö3 Austria Top 40.
În iunie 2011, a fost lansată o variantă în spaniolă a albumului, intitulată Il Volo (Edición en Español). Înregistrarea s-a bucurat de succes comercial și în Mexic, ajungând până pe locul al șaselea și primind un disc de platină din partea Asociación Mexicana de Productores de Fonogramas y Videogramas, precum și în Statele Unite, unde a ajuns în vârful clasamentului Billboard Latin Pop Albums și a primit un disc de aur din partea RIAA, reprezentând mai mult de 50.000 de exemplare vândute.  
Formația a primit și două nominalizări la Premiile Latin Grammy Awards din 2011, la categoriile Cel mai bun artist nou și cel mai bun album pop al unui duet sau grup, pentru albumul Il Volo (Edición en Español).

### We Are Love(2012–13)
La data de 19 noiembrie 2012 Il Volo a lansat cel de-al doilea album, We Are Love (Billboard 200 locul 100), care include 12 cântece în trei limbi diferite (italiană, engleză și spaniolă), precum și duete cu Placido Domingo și cântărețul italian de muzică pop Eros Ramazzotti. Albumul conține opt piese nelansate anterior, compuse, printre alții, de Diane Warren, Luis Bacalov și câștigătorul premiului Latin Grammy, Edgar Cortazar, și patru cover-uri. Include și tema muzicală a filmului Hidden Moon, "Luna Nascosta", pe care Il Volo a înregistrat-o în 2012. "Luna Nascosta" a fost aleasă de Academia Americană de Film printre cele șaptezeci și cinci de cântece care au fost luate în considerare la categoria „Cel mai bun cântec original” la Oscar 2013s.

### Buon Natale - The Christmas Album(2013–2014)
La data de 26 octombrie 2013, formația a lansat Buon Natale: The Christmas Album la nivel mondial, care include, pe lângă unele dintre cele mai populare cântece americane dedicate Crăciunului, două piese în latină, una în spaniolă și alta în germană, precum și dueturi cu Pia Toscano și Belinda. Albumul a debutat pe locul întâi în clasamentele Billboard Holiday Albums și în Billboard Classical Albums. Single-ul „O Holy Night” a ajuns pe locul al 27-lea în clasamentul Billboard Adult Contemporary. În noiembrie, o variantă specială a fost lansată în Italia, conținând piesele „Bianco Natale” și „Astro del ciel”. Rolling Stone a publicat pe site-ul revistei interpretarea a cappela a pieselor "O Holy Night", "White Christmas" și "Santa Claus is Coming to Town".
În februarie 2014, trioul a primit două nominalizări la  Premiile Latin Billboard Music 2014, la categoriile Top Latin Albums Artist of the Year, Duo or Group șiLatin Pop Albums Artist of the Year, Duo or Group.
Il Volo câștigă premiul pentru „Cel mai bun grup al anului” la categoria Albume Latin Pop precum și premiul El Pulso Social, ca artiști care au dominat interacțiunile de pe site-urile de socializare din timpul premiilor Billboard.
Grupul a prezentat și categoria Latin Pop Songs artist of the Year, Duo or Group.

### Sanremo grande amoreși Concursul Muzical Eurovision (2015–present)

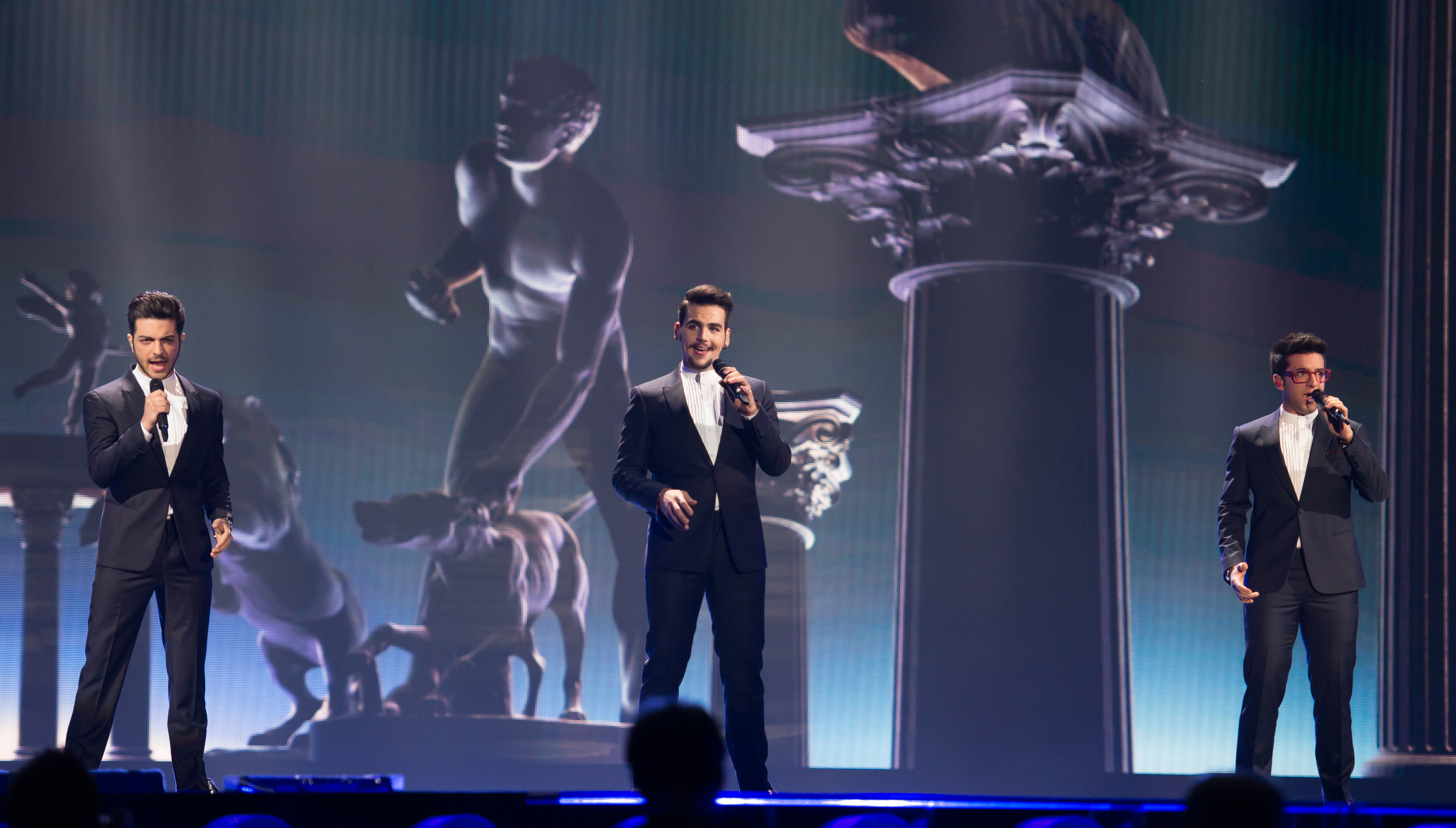
ESC 2015

La data de 14 februarie 2015, formația a luat parte la Festivalul de Muzică de la Sanremo, câștigând 39,05% din totalul voturilor, mai mult decât ceilalți doi competiori. Câștigarea festivalului a oferit oferit formației șansa de a reprezenta Italia la Concursul Muzical Eurovision 2015. Deoarece Italia este membră a Big Five, formația a intrat direct în Marea Finală a concursului, care a avut loc în Viena la data de 23 mai 2015. Piesa interpretată de Il Volo, Grande Amore, a obținut locul al treilea cu 292 de puncte, câștigând primul loc în urma votului publicului cu 366 de puncte și locul al șaselea din partea juriului ales în fiecare țară, precum și Premiul Presei Marcel Bezençon, acordat pentru cel mai bun cântec conform reprezentanților presei. EP-ul Sanremo grande amore a fost lansat în Italia la 20 februarie 2015 și a primit dublu disc de platină din partea FIMI.  Pe 5 iunie 2021, au susținut un concert la Arena din Verona, în onoarea compozitorului italian Ennio Morricone. Pe 5 noiembrie 2021, au lansat un album tribut dedicat maestrului Morricone, intitulat Il Volo Sings Morricone.

## Membri
- Piero Barone (n. 24 iunie 1993 în Agrigento, Sicilia)[46]
- Ignazio Boschetto n. 4 octombrie 1994 în Bologna, Emilia-Romagna)[46]
- Gianluca Ginoble (n. 11 februarie 1995 în Roseto degli Abruzzi, Abruzzo)[46]

## Discografie
- Il Volo (2010)
- We Are Love/Más que amor (2012)
- Buon Natale: The Christmas Album (2013)
- L'Amore Si Muove/Grande Amore/Grande Amore (International Version) (2015)
- Ámame (2018)
- Musica (2019)
- Il Volo Sings Morricone (2021)

## Turnee
- 2011 - Turneul Nord American Il Volo 2011
- 2011 - Turneul European Il Volo European 2011
- 2012 - Turneul Sud-american Il Volo
- 2012 - Il Volo Takes Flight Tour
- 2012 - Barbra Live - Special guests Chris Botti and Il Volo
- 2013 - We Are Love Tour
- 2013 - Turneul Más Que Amor
- 2014 - US&Canada Summer Tour 2014
- 2014 - Tour italiano 2014
- 2015 - Sanremo Grande Amore Tour 2015

## Legături externe
- Site oficial